# Ляров, Матвей Львович
Матвей Львович Ляров (7 марта 1884, Москва — 18 марта 1964, Одесса) — российский и советский драматический актёр театра и кино. Народный артист Украинской ССР (1946).

## Биография
Родился 7 марта 1884 года в Москве.
В 1902 году окончил Драматические курсы в Одессе.
С 1904 года — артист труппы П. Н. Орленева.
В 1917—1928 годах работал в Херсонском, Ростовском, Нижегородском театрах.
В 1928—1958 — актёр Одесского русского драматического театра имени А. Иванова.
Снимался в фильмах Всеукраинского фотокиноуправления и других киностудий СССР.
Умер в Одессе 18 марта 1964 года.

## Творчество

### Роли в театре
- А. Н. Островский, «Последняя жертва» — Прибытков
- А. Н. Островский, «Гроза» — Дикой
- А. Н. Островский, «Бесприданница» — Кнуров
- А. Н. Островский, «Горячее сердце» — Курослепов
- Н. В. Гоголь, «Ревизор» — Городничий
- М. Горький, «Мещане» — Бессемёнов
- М. Горький, «Враги» — Печенегов
- М. Горький, «На дне» — Сатин
- А. К. Гладков, «Давным-давно» — Кутузов
- А. В. Софронов, «Московский характер» — Гринёв
- Н. Ф. Погодин, «Мой друг» — Руководящее лицо
- Г. Ибсен, «Привидения» — Пастор Мандерс
- А. Н. Афиногенов, «Машенька» — Окаёмов
- А. П. Штейн, «Закон чести» — Вирейский

### Фильмография
- 1925 — Советский воздух (короткометражный) — генерал Музыкеску
- 1925 — Дымовка — кулак Стовбенко-Сороча
- 1925 — Генерал с того света (короткометражный) — генерал Скулодробов
- 1925 — Укразия — генерал Биллинг
- 1926 — Микола Джеря — помещик Бжозовский
- 1926 — В когтях советской власти — полковник, белогвардеец
- 1926 — Блуждающие звезды — Витторио Маффи
- 1926 — Беня Крик — Мендель Крик
- 1926 — П.К.П. — Юзеф Пилсудский
- 1926 — Гамбург — Маис
- 1926 — Спартак — Сулла
- 1926 — Тарас Трясило (Повесть о горячем сердце) — польский магнат
- 1926 — Тарас Шевченко — помещик Энгельгардт
- 1927 — Борислав смеётся
- 1927 — Тамилла — купец Лахраш
- 1928 — Сквозь слезы — хозяин корчмы
- 1928 — Бенефис клоуна Жоржа — белый полковник
- 1928 — Глаза, которые видели — фабрикант Шклянский
- 1928 — За монастырской стеной — помещик Нездельницкий
- 1929 — Пять невест — кулак
- 1932 — Атака — капиталист
- 1935 — Кондуит — поп
- 1936 — Назар Стодоля — полковник
- 1936 — Приключения Петрушки — пожарный
- 1937 — Белеет парус одинокий — капитан
- 1942 — Принц и нищий — сэр Берклей
- 1943 — Насреддин в Бухаре — Арсланбек, начальник стражи